# Glossodia, New South Wales
Glossodia este o suburbie în Sydney, Australia.